# Botswana Democratic Party
Die Botswana Democratic Party (BDP) ist eine Partei in Botswana. Seit der ersten Wahl 1965 nach Ende der britischen Kolonialzeit stellte sie die Mehrheit in der Nationalversammlung und damit die Regierung. Nach 58 Jahren ununterbrochener Regierungsverantwortung verlor sie bei der Parlamentswahl am 30. Oktober 2024 erstmals die Mandatsmehrheit und ging danach in die Opposition.

## Geschichte
Die BDP wurde 1961 als dritte Partei des damaligen Protektorats Bechuanaland von Seretse Khama gegründet, dem traditionellen Oberhaupt der Bamangwato. Vor der Unabhängigkeit des Landes hieß die Partei Bechuanaland Democratic Party (BDP). Sie wurde wegen ihrer gemäßigten Haltung von den europäischen Machthabern unterstützt; die radikalere Botswana People’s Party zerfiel in mehrere Flügel. Bei den ersten allgemeinen Wahlen 1965 gewann sie 28 der 31 Sitze. Seit der Unabhängigkeit Botswanas im Jahr 1966 stellt sie ununterbrochen die Regierung. Bei den Wahlen 2004 gewann die BDP 44 von 57 Sitzen in der Nationalversammlung. Fünf Jahre später erreichte die Partei unter Ian  Khama ebenso eine überragende Mehrheit, büßte aber 2014 mehrere Mandate ein und erhielt 37 der 57 Sitze. Dabei erhielt die BDP erstmals unter 50 % der Stimmen.
2014 trat die Partei auf Wunsch des südafrikanischen African National Congress als konsultierendes Mitglied der Sozialistischen Internationale bei, obwohl die BDP als konservativ gilt. Ihre Bedingung war, weiterhin die Todesstrafe befürworten zu dürfen.
2018 wurde Mokgweetsi Masisi zum BDP-Präsidenten und somit zum Präsidenten des Landes gewählt. Bei der für Juli 2019 geplanten turnusmäßigen Wahl des BDP-Präsidenten ließ sich neben Masisi die langjährige Ministerin Pelonomi Venson-Moitoi aufstellen, die als Anhängerin Ian Khamas gilt. Sie zog die Kandidatur aber am Abstimmungstag zurück.
Bei der Wahl 2019 errang die BDP wie zuletzt 2009 die absolute Stimmenmehrheit und 38 der 57 durch Wahl vergebenen Mandate. Somit stellt sie weiterhin den Präsidenten. Insbesondere in der Hauptstadt Gaborone konnte sie dem oppositionellen Umbrella for Democratic Change Mandate abnehmen.

## Struktur
Die Partei wird von einer Chairperson geleitet, seit April 2018 Slumber Tsogwane, der auch Vizepräsident des Landes ist. Zur Partei gehören die BDP Youth League und  der BDP Women’s Wing. Der Sitz der BDP ist in Gaborone.

## Bekannte Mitglieder
- Mokgweetsi Masisi (Präsident Botswanas)
- Ponatshego Kedikilwe (langjähriger Parteivorsitzender)
- Shaw Kgathi (langjähriger Minister)
- Tshekedi Khama (langjähriger Minister)
- Edison Masisi (langjähriger Minister)
- Moutlakgola P. K. Nwako (langjähriger Minister und Vizepräsident Botswanas)
- Lenyeletse Seretse (langjähriger Minister und Vizepräsident)

Ehemalige Präsidenten Botswanas
- Seretse Khama
- Ketumile Masire
- Festus Mogae
- Ian Khama